# 赤岳 (大雪山)
赤岳（あかだけ）は、北海道上川郡上川町にある標高2078.5 mの山である。大雪山連峰の一座。

## 概要
山の名がなぜ赤岳なのかは判然としないが、花の赤とも、見事な紅葉からきたとも考えられる。
なお、登山口の銀泉台にはヒュッテがあって宿泊ができたが、現在は閉鎖されている。

## ギャラリー

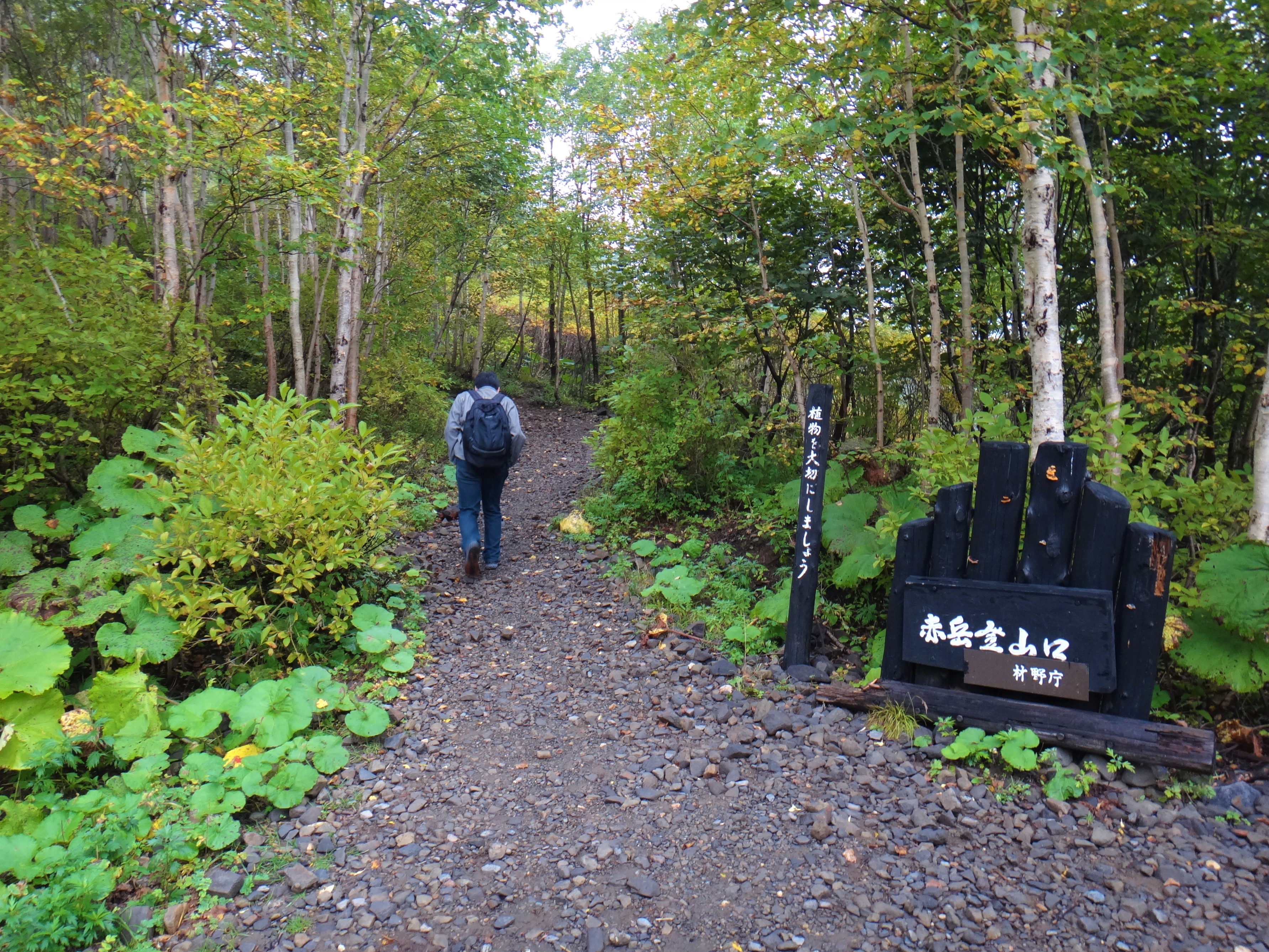
赤岳登山口
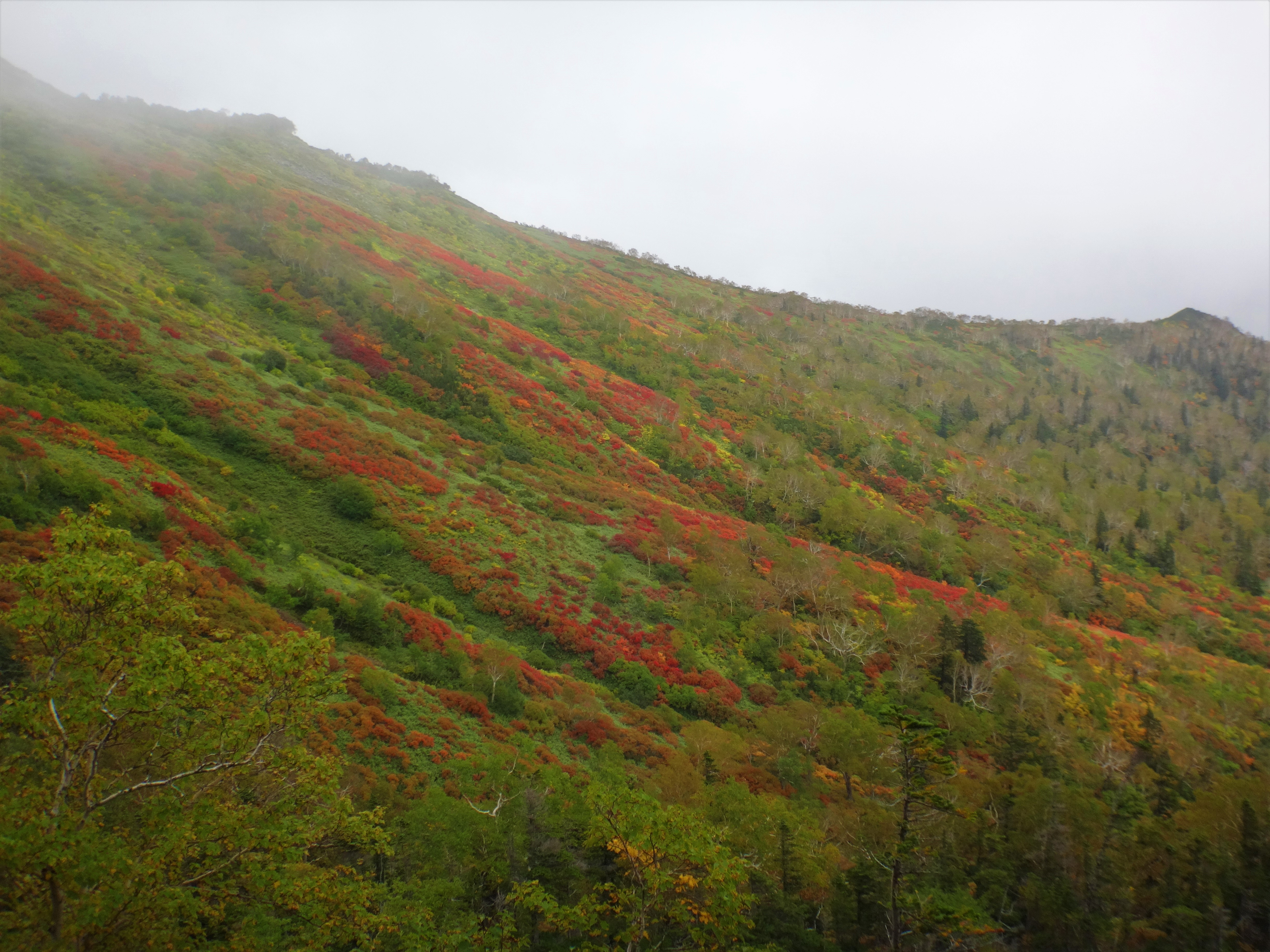
日本一紅葉の早い銀泉台
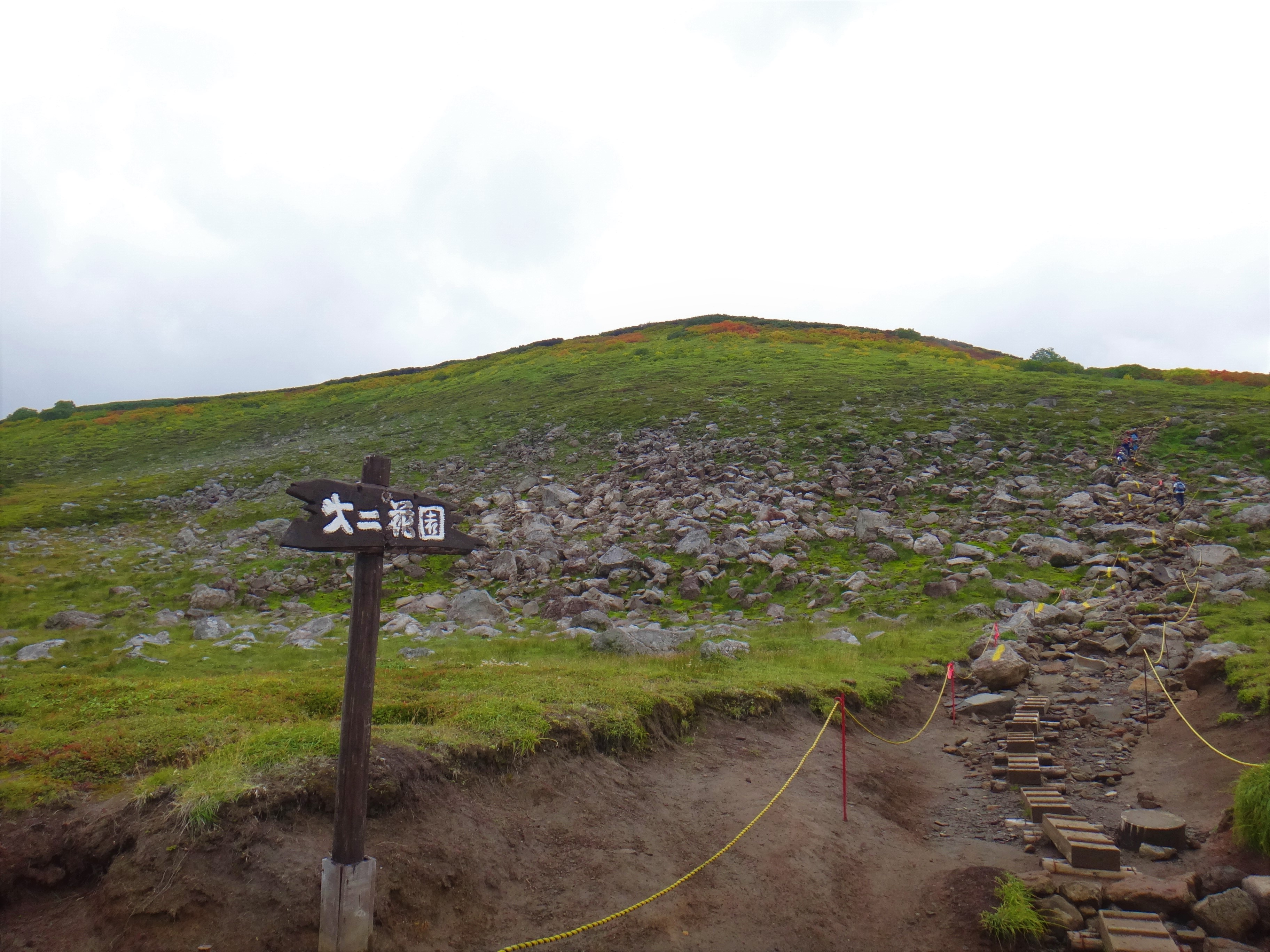
第二花園
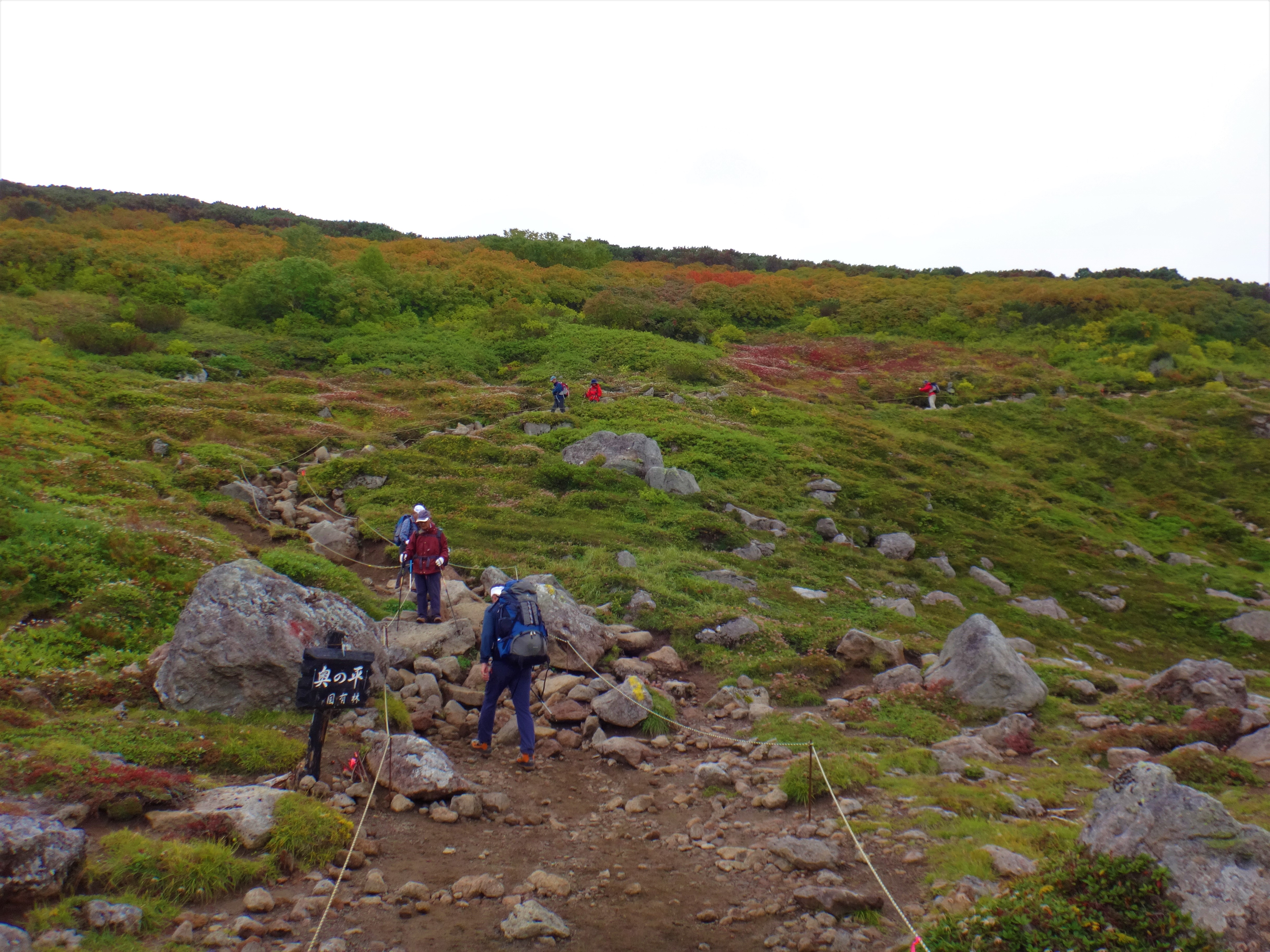
奥の平
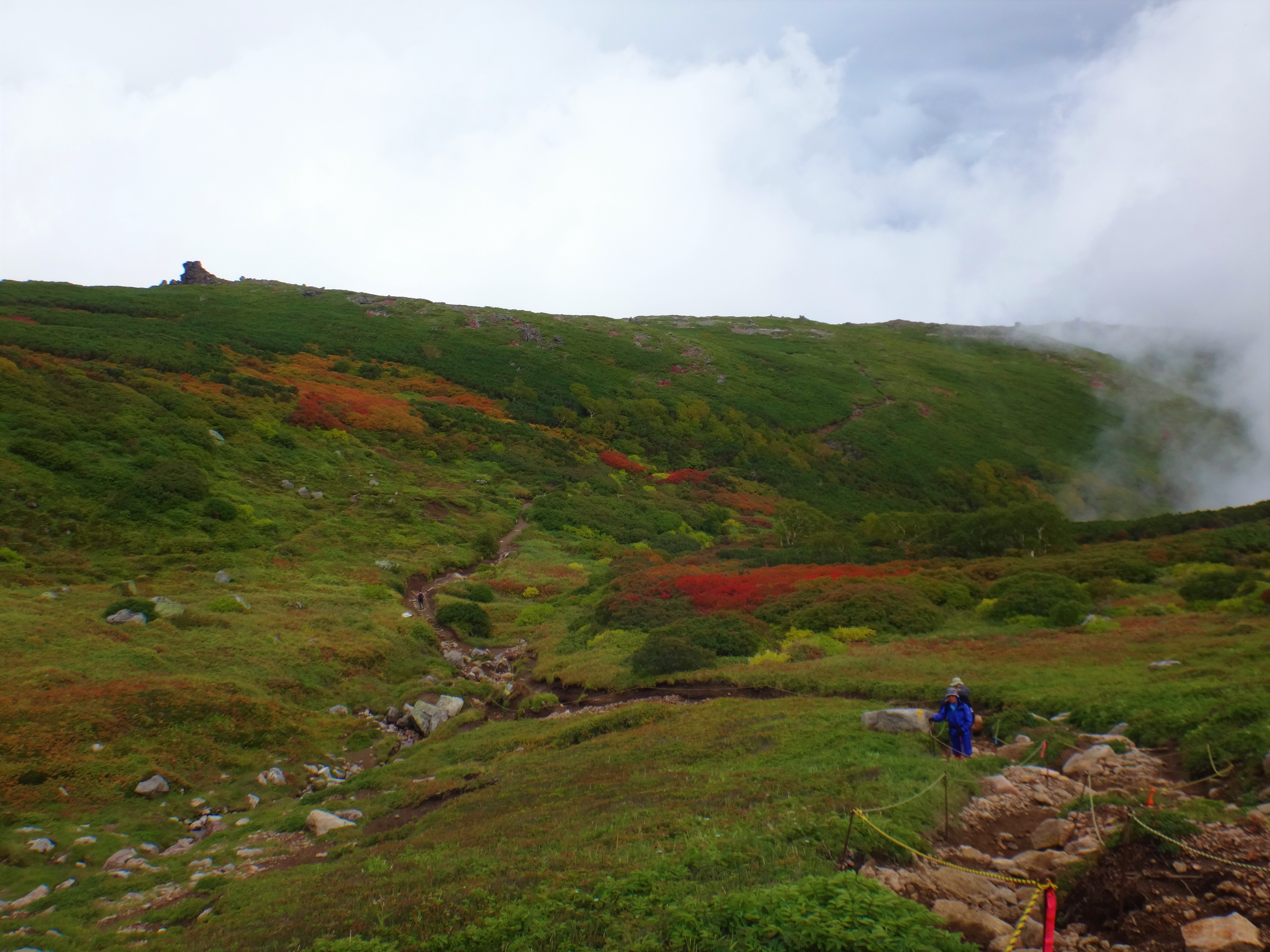
赤岳から奥の平方面
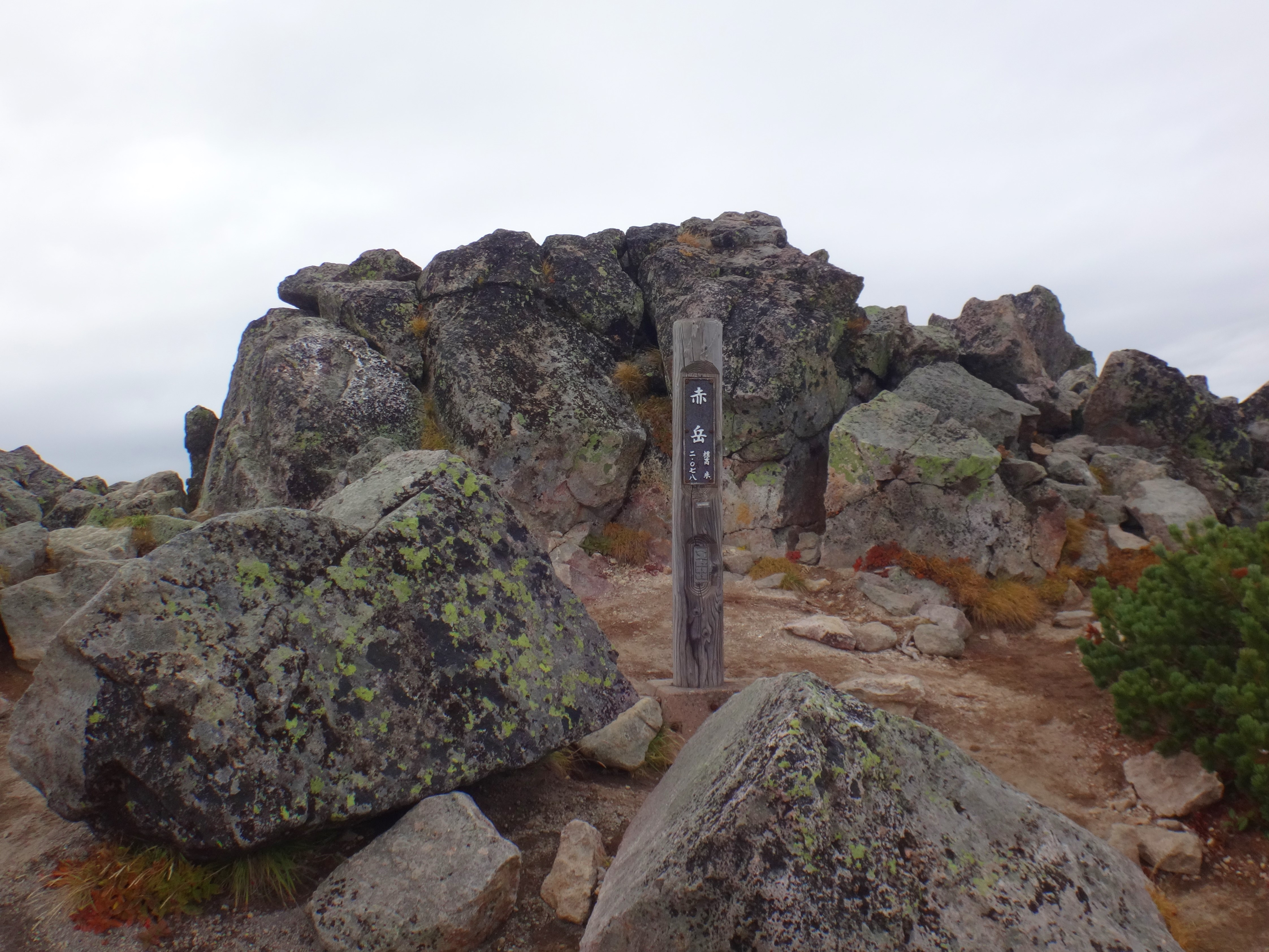
赤岳山頂